# シキチョウ
シキチョウ（四季鳥、学名：Copsychus saularis）は、スズメ目ヒタキ科に分類される鳥類の一種である。

## 分布
インドから、東南アジア、中国南部にかけて留鳥として分布する。オーストラリアにも生息するが、これは人為的に移入されたものである。

## 形態
体長約19cm。比較的尾は長い。雄は頭部から背面にかけてと喉から胸は黒色で、腹部は白色である。翼に大きな白色の斑がある。この羽色がカササギに似ていることが英名の由来である（magpieはカササギを示す）。雌は頭部から背面にかけてと喉から胸は灰色で、腹部は灰色がかった白色である。

## 生態
熱帯から亜熱帯にかけての開けた森林や耕作地に生息する。しばしば人家の庭にも現れる。
主に昆虫類やクモ類などを捕食する。
喧嘩早く、一羽もしくは番と一緒に動き回り、縄張りへの同種の侵入に対して防衛を行う。
樹洞、土手や壁の穴、軒下などに植物の葉や枯れ枝で椀型の巣を作り、1腹3-6個（通常4-5個）の褐色地に濃い斑点のある卵を産む。抱卵日数は12-13日で、雌雄協同で抱卵する。

## 人間との関係
鳴き声が美しいため、飼い鳥とされることがある。
バングラデシュの国鳥である。